# Leroy Lovett
Leroy Lovett, auch Lee Lovett, Cliff Lee, (* 17. März 1919 in Philadelphia; † 9. Dezember 2013 in Chatsworth, Kalifornien) war ein US-amerikanischer Jazzpianist und Arrangeur des Swing.

## Leben und Wirken
Lovett erhielt ab dem Alter von vier Jahren Klavierunterricht bei Sophie Stokowski (der Frau von Leopold Stokowski) und begann bereits früh zu komponieren. Er studierte bis zum Bachelor Musik an der Temple University und bildete sich dann am Schillinger House of Music weiter. Er leitete eine eigene Band in Philadelphia, bevor er 1945 nach New York City ging. Dort arrangierte er für Tiny Bradshaw, Luis Russell und arbeitete mit Noble Sissle, Lucky Millinder, Mercer Ellington. Er war in der Band von Johnny Hodges und machte mit ihm Aufnahmen („The Jeep is Jumpin’“), bis dieser 1955 wieder ins Duke Ellington Orchestra zurückkehrte. Ende der 1950er-Jahre war er in den Bands von Cootie Williams und Cat Anderson und nahm zwei Alben unter eigenem Namen auf.
Ab 1952 war er Musikverleger, war in den 1950ern Plattenproduzent (1956/57 für Norman Granz) und hatte ein Tanzorchester in Philadelphia. Ab 1959 arbeitete er für Wynne Records und 1968 bis 1973 für Motown Records. Er schrieb auch Filmmusik. Er war auch in den 1990er Jahren noch aktiv als Musiker mit dem Melodymakers Orchestra dem er seit 1987 angehörte und für das er auch arrangierte. Auch trat er mit der Uni-Bigband Halle auf.
Er nahm unter eigenem Namen und mit Johnny Hodges (1951/52), Harry Carney (1954), Lawrence Brown (1956), Cootie Williams (1957), Al Sears, Cat Anderson (1959), Billie Holiday (1955) und Al Hibbler auf. Tom Lord listet in seiner Jazz Diskographie 34 Aufnahmen von 1944 bis 1959. Seine beiden Alben unter eigenem Namen sind Lee plus "3", Wynne 1959 (mit Butch Ballard dr, Al Hall b sowie Bob Brown sax) und Jazz Dance Party (Strand 1959).

## Lexikalischer Eintrag
- Carlo Bohländer, Karl Heinz Holler, Christian Pfarr: Reclams Jazzführer. 3., neubearbeitete und erweiterte Auflage. Reclam, Stuttgart 1989, ISBN 3-15-010355-X.